# Life After Life
Life After Life byla česko-americká rocková skupina. Členy skupiny byli i dva čeští hudebníci, akordeonista Jim Čert a bubeník Jaroslav Erno Šedivý. Oba z Československa emigrovali a v devadesátých letech ji spolu založili v San Franciscu. Skupina se rozpadla v roce 1998, kdy se Čert vrátil zpět do Česka.

## Diskografie
- Harrahya / Doors (SP, 1995)
- Just Trip (1997)